# Bảo tàng Khu vực ở Siedlce
Bảo tàng Khu vực ở Siedlce (tiếng Ba Lan: Muzeum Regionalne w Siedlcach) là một bảo tàng tọa lạc tại số 1 phố J. Piłsudski, Siedlce, Ba Lan.

## Lịch sử
Bảo tàng Vùng Podlasie được thành lập theo Nghị quyết của Hội đồng thành phố ở Siedlce vào năm 1928. Bảo tàng tổ chức triển lãm bên trong tòa thị chính cũ. Bảo tàng không bị hư hại gì trong những năm đầu tiên của Chiến tranh thế giới thứ hai. Tuy nhiên, một trận hỏa hoạn xảy ra vào tháng 7 năm 1944 đã thiêu rụi phần lớn các hiện vật được bảo tàng sưu tầm cẩn thận. Sau chiến tranh, bảo tàng khu vực tái hoạt động vào năm 1967 với tên gọi Bảo tàng Vùng Podlasie. Trụ sở ngày nay của bảo tàng là tòa thị chính được xây dựng vào giữa thế kỷ 18, nhờ sự tài trợ của nữ quý tộc Ba Lan Aleksandra Ogińska.

## Hoạt động
Ngoài các hoạt động triển lãm, bảo tàng còn thực hiện nghiên cứu và giáo dục trong các lĩnh vực lịch sử, khảo cổ học, dân tộc học, lịch sử nghệ thuật và nghiên cứu văn hóa. Bảo tàng quan tâm đặc biệt đến nghệ thuật chân dung, hội họa Ba Lan và đồ họa phong cảnh trong thế kỷ 19 và 20.